# Олхинг
Олхинг (њем. Olching) општина је у њемачкој савезној држави Баварска. Једно је од 23 општинска средишта округа Фирстенфелдбрук. Према процјени из 2010. у општини је живјело 24.650 становника. Посједује регионалну шифру (AGS) 9179142.

## Географски и демографски подаци
Олхинг се налази у савезној држави Баварска у округу Фирстенфелдбрук. Општина се налази на надморској висини од 503 метра. Површина општине износи 29,9 km². У самом мјесту је, према процјени из 2010. године, живјело 24.650 становника. Просјечна густина становништва износи 824 становника/km².

## Међународна сарадња
| Мјесто | Држава    | Врста сарадње | Од    |
| ------ | --------- | ------------- | ----- |
|        | Пољска    | партнерство   | 1994. |
|        | Француска | партнерство   | 1963. |
| Извор  |           |               |       |